# Белорусско-венесуэльские отношения
Белорусско-венесуэльские отношения — международные отношения между Белоруссией и Венесуэлой. Соглашение об установлении двусторонних отношений было подписано ещё в 1997 году, но реально они были установлены много позже — в 2007 году, когда в Венесуэле открылось белорусское посольство. До этого двусторонние отношения почти не развивались — белорусский экспорт в Венесуэлу в 1992—2006 годах был незначителен, а венесуэльские поставки в Белоруссию в 1992—2008 годах вовсе отсутствовали. В 2006 году президент Венесуэлы впервые посетил Белоруссию, после чего двусторонняя торговля многократно возросла, а в Венесуэле были созданы совместные белорусско-венесуэльские предприятия. Вероятно, двух президентов А. Г. Лукашенко и Уго Чавеса (а затем и Н. Мадуро) объединило противостояние с США.

## История
В первые годы независимости Беларуси Венесуэла не играла почти никакой роли во внешней политике Минска. Двусторонняя торговля почти отсутствовала — в 1992 году товарооборот двух стран составил лишь 5,5 млн долларов (это был исключительно белорусский экспорт в Венесуэлу). При этом на Венесуэлу в 1992 году пришлось лишь 0,52 % белорусского экспорта. Лишь 4 февраля 1997 года между Беларусью и Венесуэлой было подписано соглашение об установлении дипломатических отношений, причем произошло это в штаб-квартире ООН, но реально белорусское посольство в Венесуэле открылось только в 2007 году. До 2007 года белорусско-венесуэльская торговля оставалась незначительной. Например, в 2006 году белорусский экспорт в Венесуэлу составил только 6,0 млн долларов (0,03 % белорусского экспорта), а венесуэльские поставки в Беларусь в 1992—2008 годах отсутствовали. Однако с 2006 года ситуация резко изменилась. Вероятно, это связано с тем, что президент Венесуэлы Уго Чавес в 2006 году посетил Белоруссию и с тех пор совершал визиты в эту страну ежегодно — в 2007, 2008, 2009 и 2010 годах. Белорусский президент, Александр Лукашенко в ответ посетил Венесуэлу в 2007, 2010 и 2012 годах. Два лидера очень симпатизировали друг другу. Вероятно, их сближало то, что обе страны имели натянутые отношения с США и ЕС, власти которых обвиняли А. Лукашенко и У. Чавеса в нарушении прав человека. В день смерти Уго Чавеса по всей Беларуси были приспущены государственные флаги.
Преемник У. Чавеса Н. Мадуро совершил свой государственный визит в Беларусь уже в июле 2013 года, через несколько месяцев после того, как стал президентом Венесуэлы.

## Белорусско-венесуэльская торговля
Резкий рост двустороннего товарооборота произошел в 2006—2008 годах, когда белорусские поставки в Венесуэлу увеличились с 6,0 млн долларов в год до 173,1 млн долларов в год, а доля Венесуэлы в белорусском экспорте поднялась 0,03 % до 0,53 %. В дальнейшем, несмотря на кризис, охвативший Белоруссию, двусторонняя торговля увеличилась. В 2012 году товарооборот двух стран составлял 580,7 млн долларов, в том числе на белорусские поставки пришлось 254,4 млн долларов. В 2009—2012 годах впервые начались поставки из Венесуэлы в Белоруссию. Например, в 2012 году венесуэльский экспорт в Белоруссию составил уже 326,4 млн долларов.
Белорусский экспорт в Венесуэлу в 2012 году представлен калийными удобрениями, транспортными средствами (грузовики, дорожная и строительная техника) и запчастями к ним, а также сухим молоком. Среди крупнейших позиций белорусского экспорта в Венесуэлу в 2015 году — калийные удобрения (38,4 тыс. т на 17,4 млн долларов), части и принадлежности для автомобилей и тракторов (473 т на 3,7 млн долларов), машины и устройства для подъёма, погрузки и разгрузки (34 шт. на 1078,2 тыс. долларов), двигатели внутреннего сгорания (71 шт. на 910,7 тыс. долларов), дорожная и строительная техника (6 шт. на 860,3 тыс. долларов), металлоконструкции (223 т на 270,4 тыс. долларов).
Венесуэльские поставки в Белоруссию в 2012 году — сырая нефть, кофе.
Динамика торговли товарами:
| Графики недоступны из-за технических проблем. См. информацию на Фабрикаторе и на mediawiki.org. |

## Экономическое сотрудничество
В Венесуэле в 2010-е годы были построены совместные предприятия. Среди них завод «ВенеМинск Тракторес» (Veneminsk Tractores CA) в штате Баринас, выпускающий трактора, введен в строй в мае 2012 года. В 2015 году там же был открыт завод «Амкодор» по сборке белорусской дорожно-строительной техники, построенный при участии белорусских специалистов.
Строительство белорусами социального жилья в Венесуэле (в рамках программы Миссия Хабитат) — подряд на строительство 110 домов, и пр.

## Военное сотрудничество
В 2007 году Вооружённые силы Венесуэлы запросили услуги белорусских военных специалистов. Указами президента Белоруссии от 5 декабря №618 и 686 генерал-лейтенант и будущий посол страны в Боливарианской республике Олег Паферов стал уполномоченным по ведению переговоров по проекту соглашений о сотрудничестве в интересах создания единой системы ПВО и системы радиоэлектронной борьбы, а также о пребывании на венесуэльской территории белорусских военных. 8 декабря в рамках визита А. Лукашенко в Каракас по этому вопросу были подписаны два договора.
Первым соглашением предусматривалось, что Минск окажет Венесуэле помощь и содействие в создании единой системы ПВО и системы РЭБ на основании научного проекта. Стороны договорились о том, что организации Венесуэлы заключат контракты с организациями республики и других государств на закупку товаров, работ и услуг в соответствии с планами создания двух систем. Вторым соглашением определялись условия, регламентирующие въезд и пребывание военных советников и специалистов, главного военного советника Беларуси и его аппарата на территории Венесуэлы в процессе осуществления работ по созданию систем ПВО И РЭБ. Оба документы были ратифицированы Палатой представителей Национального собрания Белоруссии в закрытом режиме 9 апреля 2008 года, одобрены Советом Республики 16 апреля.
В том же году первые десять военных специалистов прибыли в Венесуэлу, но позже их численность возросла. Руководство группы советников также осуществлял Паферов.
В рамках программы для защиты особо важных объектов на территории Венесуэлы созданы базы дислокации белорусско-российского ЗРК «Печора-2М» — модернизации С-125. Контракт на приобретение этих комплексов был заключен Каракасом в сентябре 2009 года. Предусматривалась закупка 11 (по другим данным 18) таких ЗРК. Поставки начались в мае 2011 года. Кроме того, в 2006—2010 годах венесуэльские вооружённые силы закупили у Белоруссии неопределённое число комплексов Тор-М1. С белорусской стороны в числе основных исполнителей проекта выступили предприятия «Алевкурп», «ВолатАвто», образованного Минским заводом колесных тягачей, и 2566-й завод по ремонту радиоэлектронного вооружения. По информации третьих источников, соисполнителями проекта наряду с предприятиями ВПК Белоруссии возможно выступили китайские, российские и иранские компании.
Параллельно с этим Белоруссия занималась подготовкой спецподразделений венесуэльской армии, а также укрепляла сотрудничества с другими силовыми структурами страны. В данных мероприятиях, включая военнослужащих, были задействованы сотрудники группы «Альфа» Комитета госбезопасности, СОБРа внутренних войск и службы безопасности президента. В апреле 2008 в рамках данной программы группа белорусских силовиков прибыла в Венесуэлу. Кроме обучения венесуэльских спецподразделений и обмена опытом, группа из 20 бойцов белорусских спецподразделений совершили восхождение на Пик Боливара, где установила флаги двух стран, а также символику белорусских силовых структур и спортивного общества «Динамо. В этом же году бойцы коммандос DISIP посетили Белоруссию, где прошли курс подготовки от БФСО «Динамо» и 5-й бригады спецназа.
Белоруссия предоставляла Венесуэле поддержку со стороны своих военных специалистов до конца президентства Чавеса.

## Венесуэльский долг Белоруссии
Уже в 2008 году Венесуэла выделила Белоруссии 500 млн долларов. О значении этого займа говорит тот факт, что в 2008 году в мире начался экономический кризис, сопровождавшийся резким падением цен на нефть — основной товар венесуэльского экспорта. Вопрос о том, сколько Белоруссия должна Венесуэле, остается в значительной мере закрытым. В апреле 2013 года венесуэльский посол А. Диас Нуньес на вопрос о размере долга Белоруссии перед Венесуэлой за поставленную нефть ответил, что «это не озвучивается на высоком уровне». Известно, что в 2015 году на полную выплату займов банкам Венесуэлы Белоруссия потратила 115,2 млн долларов.
По данным совместного расследования OCCRP, Беларусского расследовательского центра и Armando.info, вышедшего в 2023 году, белорусские власти не выплатили Венесуэле 1,4 миллиарда долларов по нефтяному контракту 2010 года. Эту информацию подтвердил Рафаэль Рамирес, возглавлявший при Чавесе министерство нефти и горнодобывающей промышленности.

## Главы белорусской дипломатической миссии в Венесуэле
В 2007—2016 годах белорусскую дипломатическую миссию в Венесуэле возглавляли:
- Грушевич Владимир Антонович — с 2007 по 2008 годы (временный поверенный в делах)
- Гуринович Валентин Аркадьевич[бел.] — с 2008 по 2012 годы (чрезвычайный и полномочный посол)
- Паферов Олег Сергеевич — с 2012 по 2020 годы (чрезвычайный и полномочный посол)
- Молчан Андрей Леонидович — с 2020 года (чрезвычайный и полномочный посол)